# Kodavathi, Kunigal
Kodavathi là một làng thuộc tehsil Kunigal, huyện Tumkur, bang Karnataka, Ấn Độ.